# Пату (мини-футбольный клуб)
«Па́ту» (порт. Pato Futsal) — бразильский мини-футбольный клуб из города Пату-Бранку, штат Парана. Чемпион Бразилии 2018 и 2019 годов, в 2018 году также завоевал Чашу Бразилии.

## История
Мини-футбол в городе Пату-Бранку тесно связан с семьёй Лаварда. Доливар Лаварда был президентом клуба «Гремио Патубранкенсе», которая выиграла Кубок штата Парана в 1990 году — это был главный турнир в штате с 1973 по 1994 год. С 1996 по 2009 год в высшем дивизионе чемпионата штата Парана выступал «Атлетико Патубранкенсе» (за исключением периода с 2000 по 2002 год, когда клуб временно прекратил деятельность). В 2006 году «Атлетико Патубранкенсе» впервые стал чемпионом штата. После вылета из чемпионата штата по итогам 2009 года «Атлетико Патубранкенсе» был ликвидирован. Сержио Лаварда, который в качестве игрока выигрывал как Кубок штата 1990, так и чемпионат штата 2006 года, принял решение поддержать мини-футбол в городе и образовал в 2010 году клуб «Пату Футзал».
В 2011 и 2016 годах «Пату» становился победителем Второго дивизиона чемпионата штата Парана. В 2017 году команда стала победителем высшего дивизиона Параны. Уже в следующем, 2018 году, «Пату» удалось оформить «золотой дубль» на общебразильской арене. 12 августа в Эрешине команда из Пату-Бранку обыграла в финале Чаши Бразилии (в том году исполнилось 50 лет с момента первого розыгрыша) команду «Атлантико», для которой это была домашняя арена. После ничьей 1:1 в основное время, «Пату» сумел одержать победу с общим счётом 4:2 в дополнительное время.
В декабре 2018 года «Пату» и «Атлантико» вновь сошлись в финале чемпионата Бразилии. В первой игре 2 декабря «Пату» разгромил дома соперников со счётом 6:0. Во второй игре «Атлантико» взял реванш со счётом 4:2, но, поскольку команда из Эрешина была выше в регулярном чемпионате, она получила право на овертайм. Но в нём сильнее оказались игроки «Пату» — 2:1, которые в итоге впервые в своей истории стали чемпионами Бразилии. Решающий гол забил Энрике Ди Мария.
В 2019 году команда во второй раз подряд стала чемпионом Бразилии, обыграв в финале «Магнус» с общим счётом 9:2 (3:2 и 6:0).
Тренер «Пату» Сержио Ласерда, с именем которого связаны все достижения «Пату» в 2010-е годы, был также во главе «Атлетико Патубранкенсе», когда эта команда выиграла чемпионат штата Парана в 2006 году.

## Достижения
- Чемпион штата Парана (2): 2006 («Атлетико Патубранкенсе»), 2017
- Чемпион Второго дивизиона штата Парана (2): 2011, 2016
- Чемпион Бразилии (2): 2018, 2019
- Обладатель Чаши Бразилии (1): 2018

## Состав
| №  |               | Поз. | Имя               | Год рождения |
| -- | ------------- | ---- | ----------------- | ------------ |
| 1  | Флаг Бразилии | Вр   | Джони Мендес      | 1985         |
| 2  | Флаг Бразилии | Вр   | Халк              | 1994         |
| 90 | Флаг Бразилии | Вр   | Паблио Албино     | 1990         |
| 5  | Флаг Бразилии | Защ  | Перу              | 1991         |
| 11 | Флаг Бразилии | Защ  | Дуду              | 1988         |
| 20 | Флаг Бразилии | Защ  | Жоу               | 1991         |
| 4  | Флаг Бразилии | Уни  | Жеан Феррацци     | 2002         |
| 7  | Флаг Бразилии | Уни  | Негиньо           | 1992         |
| 8  | Флаг Бразилии | Уни  | Аугусто Лимбергер | 1996         |
| 10 | Флаг Бразилии | Уни  | Ги                | 1993         |

| №  |                                   | Поз. | Имя         | Год рождения |
| -- | --------------------------------- | ---- | ----------- | ------------ |
| 13 | Флаг Азербайджана · Флаг Бразилии | Уни  | Васора      | 1985         |
| 17 | Флаг Бразилии                     | Уни  | Ди Мария    | 1983         |
| 18 | Флаг Бразилии                     | Уни  | Тон         | 1991         |
| 38 | Флаг Бразилии                     | Уни  | Шимба       | 1994         |
| 77 | Флаг Бразилии                     | Уни  | Вилиан      | 1989         |
| 93 | Флаг Бразилии                     | Уни  | Пекено      | 1993         |
| 23 | Флаг Бразилии                     | Нап  | Фелипиньо   | 1989         |
| 12 | Флаг Бразилии                     | Нап  | Роберио     | 1994         |
| 9  | Флаг Бразилии                     | Нап  | Тиаго Говеа | 1989         |
| 19 | Флаг Грузии · Флаг Бразилии       | Нап  | Фумаса      | 1985         |